# Callerton Parkway (Metrô de Newcastle)
Callerton Parkway é uma estação do sistema Tyne and Wear Metro, servindo o vilarejo de Black Callerton e o subúrbio de Woolsington, em Newcastle upon Tyne, condado metropolitano de Tyne and Wear, Inglaterra. Ingressou na rede em 17 de novembro de 1991, após a abertura da extensão entre as estações Bank Foot e Newcastle Airport.

## História
A maior parte da rota já estava pronta, com o alinhamento anteriormente servido pela Ponteland Railway. O ramal do Aeroporto exigiu apenas a construção de uma nova faixa de domínio de curta distância (cerca de 0,32 km) .
Callerton Parkway está situada perto do local da antiga Estação Ferroviária de Callerton, localizada a noroeste da passagem de nível em Callerton Lane. A antiga estação foi aberta aos passageiros em junho de 1905, consistindo em uma única plataforma, um edifício de estação de telhado inclinado simples e uma caixa de sinalização. A linha foi fechada para transporte de pessoas em junho de 1929, com serviços de cargas operando até novembro de 1965.

### Reforma
Em 2018, a estação, juntamente com outras no ramal entre South Gosforth e Newcastle Airport, foram reformadas. Ao custo de de £300.000 (cerca de R$1,6 mi em câmbio daquele ano), o projeto apresentou melhorias na acessibilidade, segurança e eficiência energética, bem como o rebranding da estação para um novo esquema de cores corporativo preto e branco.

## Facilidades
A estação possui duas plataformas, ambas com máquinas de venda de bilhetes (que aceitam dinheiro, cartão e pagamento sem contato), validadores de smartcard, área de espera protegida, assentos, exibições de áudio e vídeo do próximo trem, cartazes de horários e informações e um ponto de ajuda de emergência. Há acesso sem escadas a ambas as plataformas. Possui 189 vagas de estacionamento (mais sete vagas acessíveis), bem como local para armazenamento de bicicletas, com quatro armários e cinco cápsulas.
Em 2008, foram instaladas câmeras de controle de tráfego na passagem de nível de Callerton Parkway – local de mais da metade das ocorrências de trânsito nas cinco passagens de nível da rede Tyne and Wear Metro. Câmeras semelhantes foram instaladas nas proximidades de Bank Foot e Kingston Park em outubro de 2012.

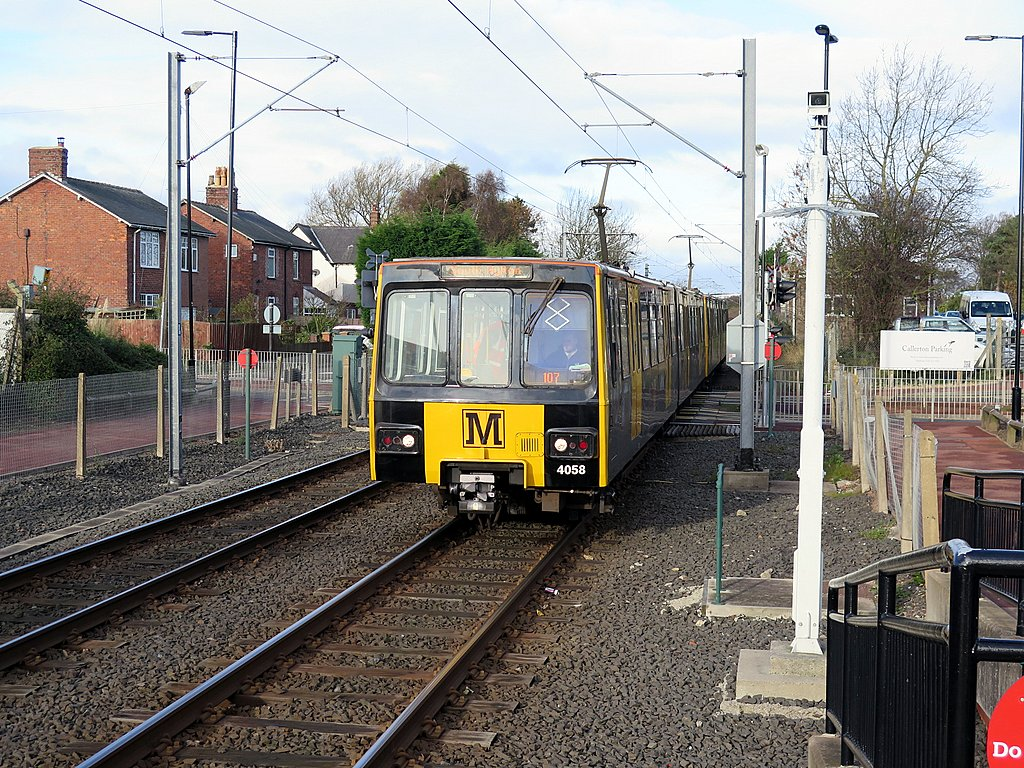
Modelo Class 599 Metrocar na estação Callerton Parkway

## Serviços
Em abril de 2021, a estação era servida por até cinco trens por hora durante a semana e aos sábados, e até quatro trens por hora durante a noite e aos domingo entre South Hylton e Newcastle Airport.
Material rodante: Class 599 Metrocar

Mapa geograficamente preciso do Tyne and Wear Metro (Green Line e Yellow Line)

|  |  |  |

| Zona C |
| Zona B |

|  |  |  |

|  |  |  |

|  |  |  |

|  |  |  |

|  |  |  |

|  |  |  |

|  |  |  |  |  |

| Zona B |
| Zona A |

|  |  |

|  |  |  |  |

|  |  |  |  |

|  |  |  |  |

|  |  |  |  |

|  |  |  |  |

| via North Shields |
| St James          |

|  |  |  |  |

|  |  |  |

|  |  |  |  |

|  |  |  |  |

| Zona A |
| Zona B |

|  |  |  |  |

|  |  |  |  |

|  |  |

|  |  |  |  |  |

|  |  |  |

|  |  |  |

|  |  |  |

| Zona B |
| Zona C |

|  |  |  |

|  |  |  |

|  |  |  |

|  |  |  |

|  |  |  |

|  |  |  |

|  |  |  |

|  |  |  |

|  |  |  |

|  |  |  |

|  |  |

|  |

|  |

|  |

|  |

|  |

|  |

|  |

|  |  |  |

| Zona C |
| Zona B |

|  |  |  |

|  |  |  |

|  |  |  |

|  |  |  |

|  |  |  |

|  |  |  |

|  |  |  |  |  |

| Zona B |
| Zona A |

|  |  |

|  |  |  |  |

|  |  |  |  |

|  |  |  |  |

|  |  |  |  |

|  |  |  |  |

| via North Shields |
| St James          |

|  |  |  |  |

|  |  |  |

|  |  |  |  |

|  |  |  |  |

| Zona A |
| Zona B |

|  |  |  |  |

|  |  |  |  |

|  |  |

|  |  |  |  |  |

|  |  |  |

|  |  |  |

|  |  |  |

| Zona B |
| Zona C |

|  |  |  |

|  |  |  |

|  |  |  |

|  |  |  |

|  |  |  |

|  |  |  |

|  |  |  |

|  |  |  |

|  |  |  |

|  |  |  |

|  |  |

|  |

|  |

|  |

|  |

|  |

|  |

|  |